# Edward Carpenter
Pour les articles homonymes, voir Carpenter.
Edward Carpenter, né le 29 août 1844 à Hove et mort le 28 juin 1929 à Guildford, est un poète et philosophe anglais, militant socialiste libertaire et pour les droits des homosexuels.
Issu d'une riche famille de Brighton, il fit de brillantes études à Cambridge. Ordonné pasteur anglican en 1870, il quitta les ordres en 1874. Après avoir lu et rencontré Walt Whitman, Edward Carpenter s'installa à la campagne pour y mener une vie plus simple. Devenu végétarien et abstème, il vécut avec son premier compagnon, Albert Fearnehoug, dans les environs de Sheffield où il devint maraîcher et fabricant de sandales.
Il participa à la naissance du socialisme britannique aux côtés de Henry Hyndman, puis à la fondation de la Fabian Society puis du Labour Party.
Il se rendit à Ceylan et en Inde dans la poursuite de ses recherches spirituelles.
Il s'engagea pour les droits des homosexuels et ceux des femmes à partir des années 1890-1900. Sur la fin de sa vie, il vint s'installer avec son compagnon George Merrill à Guildford. Il mourut d'une attaque un an après Merrill. Ils sont enterrés ensemble au cimetière de Guilford.

## Biographie

### Famille et enfance
Edward Carpenter était le troisième fils et septième enfant de Charles Carpenter (1797–1882) et de son épouse Sophia Wilson. Charles Carpenter était le fils de l'amiral James Carpenter (1760-1845) qui avait participé aux guerres napoléoniennes dans les Antilles. Lui-même avait été lieutenant dans la Royal Navy avant de devenir avocat puis de se contenter de vivre de ses rentes dans la station balnéaire de Brighton. Son épouse était elle aussi fille d'un officier de la Royal Navy. Edward Carpenter avait trois frères et six sœurs.
Il commença ses études au Brighton College de 1854 à 1863. Il continua à habiter chez ses parents avec ses six sœurs alors que ses frères étaient partis dans les colonies, l'armée et la marine. L'atmosphère pesante de la morale victorienne, incarnée par sa mère, véritable matrone, joua un rôle dans le développement de sa personnalité, principalement de sa révolte contre les conventions sociales. Cela aurait d'autant plus été le cas qu'il aurait dès cette époque constaté son attirance pour les hommes.

### Carrière universitaire
En 1864, Edward Carpenter passa quelques mois à Heidelberg, dans une sorte de Grand Tour avant d'entrer au Trinity Hall à Cambridge. Il se destinait alors à devenir pasteur anglican. Dès 1866, il se fit remarquer en remportant un prix pour son essai « On the continuation of modern civilization » qui montrait déjà ses idées très progressistes. En 1868, il finit dixième wrangler aux Tripos. Il fut alors élu Fellow de son college en remplacement de Leslie Stephen. L'année suivante, il remporta le Burney Prize pour son essai « The Religious Influence of Art ». En 1870, il fut ordonné et devint curate assistant Frederick Denison Maurice, le pasteur de St Edward's, la paroisse dont dépendait son college.
F. D. Maurice était un pasteur anglican très libéral, mais Edward Carpenter allait déjà beaucoup plus loin. Il était alors ardent lecteur de Mazzini auquel l'avait initié William Kingdon Clifford. Il était aussi membre du Club Républicain de l'Université de Cambridge, dirigé par Henry Fawcett. Il était signataire avec trente-trois autres pasteurs (principalement des Fellows de Cambridge et Oxford) d'une pétition présentée à Gladstone demandant le droit pour les pasteurs anglicans de renoncer à leur ordination. Une loi en ce sens (Clerical Disabilities Relief Act) fut votée au Parlement en 1870. Carpenter s'engagea pour la réforme du système universitaire. L’Universities Tests Act de 1871 permit aux non-conformistes d'accéder aux Fellowships. Il visita aussi Paris juste après l'écrasement de la Commune.
Carpenter découvrit à cette époque les ouvrages de Walt Whitman, principalement Leaves of Grass et Democratic Vistas, et son éloge de l'« amitié homoérotique entre hommes ». Ses sermons en furent très influencés. Ils devinrent aussi de plus en plus « proto-socialistes ».
En 1873, il entreprit un long voyage en Italie, principalement à Paestum. Il y admira les statues grecques. Il réalisa que leur beauté et leur pureté étaient celles du corps humain libéré des entraves marchandes et chrétiennes. De retour à Cambridge, il quitta les ordres et perdit donc son Fellowship dont c'était une des conditions. Il ne réussit pas à obtenir un Fellowship laïque.

### Dans le nord de l'Angleterre

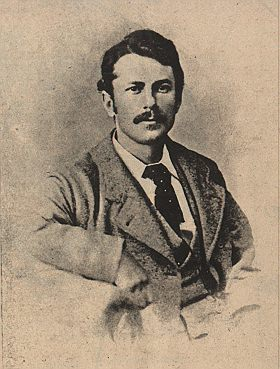
Edward Carpenter en 1875.

Il quitta alors Cambridge pour Leeds où il devint professeur d'astronomie pour l’university extension, le programme d'université populaire dans diverses villes du nord.
En 1877, il rendit visite à Whitman chez lui à Camden. Il rencontra aussi à cette occasion Ralph Waldo Emerson, Oliver Wendell Holmes et John Burroughs.
Influencé par Whitman, mais aussi par John Ruskin, il décida de trouver un mode de vie plus simple et plus sain. Il devint végétarien et abstème. Il partit s'installer en 1880 à la campagne près de Sheffield, d'abord à Totley puis Bradway. Là, il vécut sa première relation homosexuelle avec Albert Fearnehough, un artisan fabricant de faux.
Il entama alors l'étude du Bhagavad-Gîtâ dans un exemplaire que lui avait offert son condisciple de Cambridge Ponnambalam Arunachalam. Il le considérait comme un guide dans la voie de l'égalité, de la liberté spirituelle et de la libération sexuelle. Il abandonna l'enseignement et se construisit une hutte dans le jardin du cottage qu'il louait. Il commença à écrire des poèmes, « hymne à l'âme », exprimant son lent désengagement du monde. Le résultat Towards Democracy paru en 1883 se vendit mal, mais fut bien reçu par la critique.
En 1882, la mort de son père lui fit hériter la somme considérable de £6 000. Il acheta alors trois champs d'un peu moins de trois hectares, entre Sheffield et Chesterfield, afin de devenir maraîcher. Il y construisit un cottage où il s'installa avec Albert Fearnehoug et la famille de celui-ci à l'automne 1883. Edward Carpenter commença aussi à fabriquer des sandales, qu'il portait.

### Socialisme
Il se rapprocha du socialisme naissant qu'il avait découvert en lisant England for All d'Henry Hyndman. Il publia en 1883 Modern Money lending and the Meaning of Dividends où il suggérait de faire disparaître la plus-value en adoptant une vie plus simple et en organisant des coopératives de production. Il adhéra à la Social Democratic Federation et finança pour 300 £ la fondation de son organe de presse Justice. Déçu par les divisions du mouvement, il rejoignit dès 1884 la Fellowship of the New Life. Il se lia avec Edward R. Pease, Havelock Ellis et Olive Schreiner. Il fit partie de ceux qui quittèrent la Fellowship pour créer la Fabian Society.
Il écrivit le programme et l'hymne (England Arise: a Socialist Marching Song) de la Sheffield Socialist Society créée en 1886 qui se voulait autonome des autres mouvements socialistes britanniques.
Sa conférence à la Fabian Society en 1889, Civilization: its Cause and Cure lui valut le surnom de « noble sauvage ». Il considérait en effet la civilisation moderne comme une maladie mentale qu'on pouvait soigner. Un des symptômes auquel il s'attaquait en premier était la pollution de l'air contre laquelle il mena campagne avec les socialistes de Sheffield.
Il apporta son aide à Kropotkine puis aux anarchistes de Walsall jugés en 1892 pour avoir confectionné des bombes. À leur procès, il témoigna en insistant sur la différence entre anarchisme et terrorisme.
Il se déclara partisan des Boers lors de la guerre des Boers de 1899-1902. Il participa à la fondation du Labour Party ainsi qu'aux campagnes pour le vote des femmes avec Charlotte Despard. Il se prononça contre la Première Guerre mondiale réclamant des « États-Unis d'Europe ».

### Ceylan et Inde
Il se rendit à Ceylan et en Inde durant l'hiver et le printemps 1890-1891. Il y continua ses études de la spiritualité orientale en rencontrant des gourous mais aussi Annie Besant alors à Adyar pour la société théosophique.

### Lutte pour les droits des homosexuels

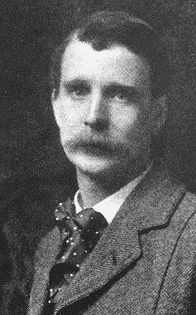
George Merrill, compagnon de Carpenter.

Edward Carpenter avait toujours été discret quant à ses relations homosexuelles. Cependant, quand Havelock Ellis et John Addington Symonds préparèrent un ouvrage sur l'homosexualité, il leur fournit de nombreuses notes sur ses expériences et celles de ses amis. Quand Symonds décéda en 1893, Carpenter considéra qu'il devait reprendre le flambeau. En 1894-1895, il publia une série de quatre pamphlets : Homogenic Love and Its Place in a Free Society, Sex Love and Its Place in a Free Society, Woman, and her Place in a Free Society et Marriage in Free society. Au départ, Homogenic Love n'était destiné qu'à une circulation privée, d'où la réédition sous le titre Love's Coming of Age en 1896 puis en 1906. Who Shall Command the Heart? (1902) fut un de ses premiers poèmes ouvertement homosexuels. En 1908, The Intermediate Sex eut un immense impact et influença Siegfried Sassoon, Robert Graves, E. M. Forster et D. H. Lawrence.

### Retour au sud
En 1917, la mort de George Hukin avec qui il avait eu une longue amitié (Hukin était marié) poussa Edward Carpenter à quitter le nord de l'Angleterre. Il vint s'installer avec George Merrill, qui partageait sa vie depuis 1893, à Guildford dans le Surrey en 1922. Merrill devint alcoolique et mourut en janvier 1928. Carpenter déménagea pour une autre maison à Guilford avec un nouveau compagnon, Edward Inigan. Il fit une attaque dont les séquelles finiront par le faire mourir le 28 juin 1929. Il est enterré au cimetière de Guilford, avec George Merrill.

## Œuvres
- The Religious Influence of Art, 1869 (Burney Prize)
- Narcissus and other Poems, Henry S. King, Londres, 1873.
- Moses: A Drama in Five Acts, 1875
- Towards Democracy, The labour Press, Londres et Manchester, 1883. (seconde édition augmentée 1885, nouvelle édition à nouveau augmentée en 1982, et enfin en 1906 à nouveau augmentée)
- Modern Money lending and the Meaning of Dividends, 1883
- England Arise: a Socialist Marching Song, 1886
- England's Ideal, Swan Sonnenschein, Londres, 1887 Vers une vie simple, Paris, Éditions L'Échappée, coll. « Le pas de côté », 2020  (ISBN 978-2-37309-067-3) ; réédition, Paris, 10/18 no 5719, 2021  (ISBN 978-2-264-07938-1)
- Chants of Labour, Swan Sonnenschein, Londres, 1888
- Civilisation: Its Cause and Cure, Swan Sonnenschein, Londres, 1889 Une maladie nommée civilisation : sa cause et son remède, Plazac-Rouffignac (France), Éditions Arista, 1991  (ISBN 2-904616-54-3)
- From Adam's Peak to Elephanta : sketches in Ceylon and India, Swan Sonnenschein, Londres, 1892
- A Visit to Ghani: From Adam's Peak to Elephanta, 1892
- Homogenic Love and Its Place in a Free Society, 1894
- Sex-Love and Its Place in a Free Society, 1894
- Marriage in Free Society, 1894
- Love's Coming of Age: A Series of Papers on the Relations Between the Sexes, The labour Press, Manchester, 1896. (réédition de Homogenic Love and Its Place in a Free Society, nouvelle édition augmentée 1906)
- Angels' Wings: Essays on Art and its Relation to Life, Swan Sonnenschein, Londres, 1898
- Who Shall Command the Heart?, 1902, ajoutée dans l'édition de 1906 de Towards Democracy
- Iolaus— anthology of friendship, Swan Sonnenschein, Londres, 1902
- The Art of Creation: Essays on the Self and its Powers, George Allen, Londres, 1904. (seconde édition augmentée 1907)
- Prisons, Police, and Punishment: An Enquiry into the Causes and Treatment of Crime and Criminals, Arthuer C. Fifield, Londres, 1905
- Days with Walt Whitman: With Some Notes on his Life and Work, George Allen, Londres, 1906
- The Intermediate Sex: A Study of Some Transitional Types of Men and Women, Swan Sonnenschein, Londres, 1908
- Sketches from Life in Town and Country, George Allen, Londres, 1908
- Non-governmental society, 1911
- The Drama of Love and Death: A Study of Human Evolution and Transfiguration, George Allen, Londres, 1912
- George Merrill a true history, 1913
- Intermediate Types Among Primitive Folk, George Allen, Londres, 1914
- The Healing of Nations and the hidden sources of the strife, George Allen and Unwin, Londres, 1915
- My Days and Dreams: being autobiographical notes, George Allen and Unwin, Londres, 1916
- Never Again! a protest and a warning addressed to the peoples of Europe, George Allen and Unwin, Londres, 1916
- Towards Industrial Freedom, George Allen and Unwin, Londres, 1917
- Pagan and Christian Creeds: Their Origin and Meaning, George Allen and Unwin, Londres, 1920
- The Story of Eros and Psyche, 1923
- Friends of Walt Whitman, 1924

## Bibliographie

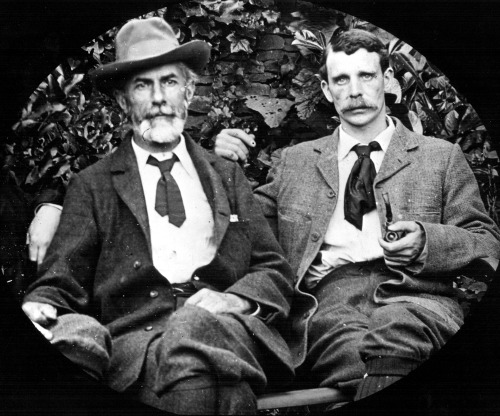
Carpenter et Merrill vers 1900